# Palo Seco, Guerrero
Palo Seco är en ort i Mexiko.   Den ligger i kommunen Acatepec och delstaten Guerrero, i den sydöstra delen av landet, 230 km söder om huvudstaden Mexico City. Palo Seco ligger 2 390 meter över havet och antalet invånare är 177.
Terrängen runt Palo Seco är huvudsakligen kuperad, men västerut är den bergig. Runt Palo Seco är det ganska glesbefolkat, med 24 invånare per kvadratkilometer. Närmaste större samhälle är Acatepec, 6,8 km väster om Palo Seco. I omgivningarna runt Palo Seco växer huvudsakligen savannskog.